# Amy, la niña de la mochila azul
Amy, la niña de la mochila azul es una telenovela infantil mexicana producida y creada por Rubén Galindo y Santiago Galindo para Televisa, en el 2004. La producción de la telenovela inició rodaje el  2 de noviembre de 2003.
Está protagonizada por Nora Salinas y Eduardo Capetillo en los roles adultos; Danna Paola y Joseph Sasson en los roles infantiles, junto con Lorena Herrera, Alejandro Tommasi, Alejandra Procuna y Alejandra Meyer en los roles antagónicos adultos y con Carlos Colin y Geraldine Galván en los roles antagónicos infantiles; acompañados de Tatiana, Fabián Robles y Pedro Armendáriz Jr.

## Historia
Amy es una niña que vive con su padre adoptivo, Matías, en un barco viejo y oxidado llamado "El Bucanero". Amy trabaja para ayudar a mantener a su papá debido a que este no tiene un empleo real. Todo va bien en su vida hasta la llegada de la Srta. Minerva, quién busca huérfanos para el internado "San Felipe." Ella quiere obtener a Amy y al "Gato", un amigo de Amy que vive en la vieja Lola. Después Raúl llega a Puerto Esperanza ya que a su padre lo trasladaron para arreglar la vieja Lola.
Mientras tanto, Octavio Betancourt, un millonario que padece una grave enfermedad, llega a Puerto Esperanza con el deseo de encontrar a su hijo perdido hace 8 años.
Raúl ve a Amy pensado que era un niño, pero después se entera de que en realidad es una niña, él empieza a sentir cosas por ella y él se enamora de Amy perdidamente hasta que después le confiesa lo que siente por ella.
Poco tiempo después, la Srta. Minerva logra atrapar a Amy llevándosela a San Felipe y dejando a todos tristes y  extrañándola mucho. Amy conoce allí a todos los huérfanos que están en San Felipe y se hacen grandes amigos. Mientras tanto Matías intenta hacer todo lo posible con la ayuda de todos sus amigos para sacar a Amy de San Felipe.
Poco tiempo después Amy sale de allí prometiéndole a todos los de San Felipe que junto a su papito los sacarían y vivirían felices.
Al llegar al pueblo Amy se enterará que es la verdadera hija de Octavio Betancourt, por lo que tendrá que vivir de otra forma. Al final, regresa a San Felipe para rescatar a los huérfanos, los cuales a partir de ahora vivirán en el Hogar Feliz.

## Personajes
Amy Granados/Betancourt: Tierna. La niña más valiente y bonita del mundo. Ella sueña con tener una mamá y ser feliz. Es hija del Capitán Matías Granados,  pero ella no sabe que en realidad él no es su verdadero padre, también ignora que sus verdaderos padres son Octavio Betancourt y Marina Arteaga. Viven en un viejo barco llamado "El Bucanero" y al poco tiempo conoce a Raúl Hinojosa, de quien se enamora y posteriormente se convierte en su novia.
Matías Granados "El Capitán": El Capitán, como todos lo llaman, es el papá adoptivo de Amy, el la adora y siempre la ha visto como su hija. Matías es un pescador camaronero que desde la muerte de su esposa Perla, le tiene pavor al mar. Ahora es pobre y por eso le quieren quitar la custodia de su hija. Es un hombre honesto y noble que siempre justifica las travesuras de Amy y su pandilla. Todas las tarde los reúne alrededor de una fogata para contarles historias.
Raúl Hinojosa: Es un niño que llega a Puerto Esperanza debido a que trasladaron a su padre para arreglar la vieja locomotora "La Vieja Lola". Cuando Raúl ve a Amy se enamora perdidamente de ella, él le pide permiso al Capitán Matías para que sea su novia y se case con ella y tengan hijos. Al principio el capitán no estaba de acuerdo debido a que decía que eran niños pero Raúl hizo todo lo posible hasta que lo convenció. Después en los últimos capítulos Raúl piensa que Amy murió y muy triste fue al mar gritando que la amaba y que nunca la iba a olvidar y que no iba a querer a otra que no sea ella. Raúl después descubre que Amy está viva y hace todo lo posible para volverla a ver cuando la ve de vuelta la abraza y la besa diciéndole que jamás la iba a olvidar y que siempre iban a estar juntos y que su historia siempre iba a ser un amor de niños.
Adrián González "El Gato": Amigo de Amy, Pecas, Tolin y de Chayote (al principio), líder de la pandilla de los "Cazadores de Tesoros." Es intrépido, creído y uno de los mejores amigos de  Amy, le gusta Amy, pero no es correspondido gracias a Raúl. Por un tiempo acepta seguir el plan de Claudio y Leonora fingiendo ser el hijo perdido de Octavio Bentacourt, con el motivo de finalmente tener un padre, pero con el tiempo entre el cariño que fue teniendo por Octavio y al descubrir que el plan de Claudio y Lenora era usarlo para quedarse con la fortuna de este lo hizo cambiar de opinión y confesar la verdad. Al final se reúne con sus verdaderos padres, luego de revelarse que Claudio había incriminado a su padre y por tanto lo había mandado a la cárcel injustamente. Su mejor amigo es El Chayote.
Mary Loly Álvarez-Vega: Es una niña presumida, pretenciosa, mala, dice estar enamorada de Raúl y quiere conseguirlo a toda costa, aunque tal parece que sólo dice quererlo para robárselo a Amy al ver que ella también lo ama, tanto así que llegó a un acuerdo con el "el Gato" de que Raúl fuera su novio a cambio que ella les entregara un mapa del tesoro, el cual resultó ser falso, haciendo que el día de su cumpleaños Raúl le diga a todos su relación era falsa y no la amaba a ella sino a Amy. Es hermana de Marcial y Mary Pily.
Mary Pily Álvarez-Vega: Tierna, linda, miedosa, y con el tiempo se vuelve parte de los cazadores de tesoros y después se vuelve la mejor amiga de Amy, es la hermana menor de Mary Loli y Marcial, siempre vive a su sombra. 
Marcial Alvarez-Vega: Hermano y amigo de Mary Loly, al igual que ella con tendencia a creerse superior que el resto de los niños, y jefe de los Piratas del Risco, aunque por un tiempo le cedió el liderazgo a su hermana, ayuda a Mary Loly a hacerle bullying a Amy y le molesta que Mary Pily si prefiera juntarse con ella, termina siendo bueno. 
Germán Rosales "Chayote": Es un niño pretencioso, era miembro de los Cazadores de Tesoros, peleó con El Gato, Raúl y El Pecas y decide irse con los "Piratas del Risco" ya que no soportaba que hablaran mal de Claudio, su padre. No soporta que Marcial siempre haga lo que Mary Loly le diga, llegando al punto de nombrarla a ella líder de la Pandilla. Al final de la serie regresa a los Cazadores de Tesoros, su mejor amigo es El Gato.
Paulino Rosales "El Pecas": "El Pecas" es miembro de la pandilla cazadores de tesoros. Es muy buena onda, a diferencia de su hermano, él no es rebelde y es muy fiel a su pandilla, siempre está dispuesto a ayudar y no le va muy bien en la escuela. Se lleva muy bien con Raul y el si ve los errores de su padre.
Tolin: Es miembro de los cazadores de tesoros él es muy buena onda. Es muy fiel a su pandilla a que algunas veces es muy miedoso y está enamorado de Mary Pily.
Pacoco: Es miembro del internado San Felipe y esta ahí antes de la llegada de Amy, también es amigo del Gato desde antes de llegar al orfanato. Está enamorado de Luly y es el líder de todos.
Octavio Betancourt: Es el verdadero padre de Amy, se da cuenta de que tiene un hijo con su antigua novia Marina años después, para encontrarlo contrata a Leonora, una mujer mala que sólo quiere su dinero, se disfraza del payaso "Cuqui" para ver si puede encontrar a su hijo pero no lo logra, tiene cáncer y eso lo hace más vulnerable y decidido a encontrar a su hijo, es buena persona y novio de Emilia.
Coral/Marina Arteaga: Es la mamá de Amy y exnovia de Octavio, de quién fue separada por la madre de este al enterarse de su embarazo, muere en una tormenta, mientras Amy fue encontrada flotando en el mar por Matías y su esposa Perla, junto con una mochila azul perteneciente a Marina. Reencarna en forma de sirena, y Amy la llama Coral. Aparece sólo los días de luna llena para ayudar y aconsejar a Amy, le dio una estrella de 5 picos para que aprenda los caminos de luz.
Prefecta Carlota: Es la directora del orfanato San Felipe, que más bien es como una cárcel infantil donde pone a los niños a limpiar, los maltrata y quiere conseguir a toda costa que Amy y El Gato caigan en San Felipe y esto lo hace con ayuda de Minerva, a la que le arrebató su muñeca y le sacó el corazón de cristal para convertirla en su discípula. Adora las joyas, siempre gastándose el dinero que San Felipe recibe del patronato para comprarse más, por ello  siempre busca reclutar más huérfanos para aumentar los donativos que recibe, como toda directora malvada, ella siempre finge que quiere a los niños frente a cualquiera que pueda ser una amenaza para el orfanato, y los llama angelitos y querubines. En los últimos capítulos ella confiesa ser una bruja con cientos de años de edad que se mantenía con vida robando la infancia de todos los niños que caían en sus manos. Al intentar un maleficio para convertir a Amy en una muñeca, termina ella misma convertida en una muñeca horrible y luego es regalada a una niña por Jerónimo.
Srta. Minerva Camargo: Es una mujer malvada que obedece todas las órdenes de la prefecta Carlota, le pide información a Jerónimo sobre Matías y otros chismes. Siempre se encuentra amargada debido a que cuando ella era niña, sus padres murieron en un accidente, dejándola huérfana y en el orfanato San Felipe, dónde siempre fue maltratada por Carlota, quién para volverla su discípula, le quitó su infancia, la cual se convirtió en una niña fantasma, Amy le devuelve su infancia en los últimos capítulos, volviéndola buena. Al final ayuda al Licenciado Beningno a clausurar San Felipe y con su ayuda abre "El Hogar Feliz" con el que se prometía darles un buen hogar a los huérfanos.
Jerónimo: Trabaja en una pescadería, le da información a la señorita Minerva de Matías y otros chismes y era cómplice y amigo de Claudio, pero este lo engañó y lo empujó del barco, abandonándolo al medio del mar y es salvado por la doctora Emilia. Al final testifica en contra de Claudio y Leonora, y gracias a su esfuerzo por redimirse Octavio le perdona y no levanta cargos en su contra y termina regalando a la prefecta Carlota (convertida en muñeca) a una niña.
Claudio Rosales: Es un hombre malo que trabaja en una pescadería, sus hijos son el Chayote y Pecas, se une a Leonora para hacer que Octavio le deje todo el negocio, está enamorado de la Maestra Alma aunque no le importe ni que ella no le corresponde ni recurrir a métodos bajos y deshonestos para estar con ella, es rival de Bruno por el amor de Alma, Jerónimo y los demás pescadores lo echaron de la pescadería donde el trabajaba, termina en la cárcel, pero no sin antes arrepentirse de todo el daño que había hecho y pedir perdón a todos a los que había lastimado.
Leonora Rivas: Es una mujer mala, fría, ambiciosa y manipuladora a quién contrató Octavio para que encontrara a su hijo, está obsesionada con Octavio solo por su dinero y por ello está celosa de la doctora Emilia, pero él no la quiere, ella inventa un plan con Claudio para llevarle un hijo falso a Octavio, que viene siendo "el Gato", se sabe que su padre fue amigo de Octavio y del padre de este, termina en la cárcel.
Emilia Álvarez: Es la tía de Mary Loly, Mary Pili y Marcial, doctora del pueblo y novia de Octavio.
Bruno: Es un pescador humilde que ayuda a Matías en todo lo que puede, está enamorado de la maestra Alma pero no se anima a decirle porque tiene miedo de que lo rechaze por no haber terminado la Primaria, es rival de Claudio que también está enamorado de ella, pero ella lo rechaza y termina siendo novia de Bruno.
Alma Hinojosa: Es la maestra de la escuela, Está enamorada de Bruno y termina siendo su novia, es tía de Raúl y Carolina, es alérgica a la Penicilina.
Don Melesio: Es el vendedor de la tienda donde Matias y los demás pescadores le venden pescado. Contrató a Raúl para que trabaje en su mini-market para tener más dinero para ayudar a su papá, Claudio le dice a Melesio que no le compre pescado a Matías porque vende pescado podrido pero en realidad lo hace para desprestigiarlo, aunque claro Melesio no le creía ni una palabra a Claudio.
Virginia Castro: Es la abuela de Plutarco y Walter, y es dueña del restaurante de Puerto Esperanza.
Virginia es simpática y siempre le atina a todo. Es una mujer de carácter que ha sacado adelante a su hijo Manuel y a sus nietos. Su corazón pertenece a Matías.
Walter: Es un niño hijo de Manuel, nieto de Virginia Castro y hermano de Plutarco es de los piratas del Risco.
Angelica Hinojosa: Es la esposa de Sebastián y mamá de Raúl y Carolina, termina embarazada de su tercer hijo.
La Niña Fantasma: Es la infancia de la Señorita Minerva, separada de ella debido a Carlota, una niña que se siente muy triste y llora encerrada y lucha por volver al cuerpo de Minerva, cosa que logra en los últimos capítulos gracias a Amy.
Don Benigno Calvillo: Es el director del consejo tutelar de menores, es un hombre honesto que vigila el bienestar de los niños. Desde siempre tuvo sospechas sobre las intenciones de Carlota respecto a los niños, pero dado que nunca hallaba nada fuera de las reglas no podía hacer nada, pero conforme se va enterando de escándalos, como que Carlota tenía a Amy metida en un calabozo o que en San Felipe ilegalmente había niños que todavía tenían padres o personas que se hicieran cargo de ellos, decide ya no quedarse de brazos cruzados y hacer algo al respecto. En el último episodio clausura San Felipe, además de ayudar a Minerva a abrir una casa hogar donde pudieran recibir a los niños huérfanos.
Carolina Hinojosa: Es la hermana mayor de Raúl, hija de Angélica y Sebastián Hinojosa y sobrina de Alma, al llegar a Puerto Esperanza, decide, con el apoyo de su tía, hacerse un cambio de look para olvidarse del engaño de su exnovio Rolando, pintándose el cabello de amarillo, el cual impacta a sus padres, también conoce a Fabián, un joven mecánico y sin saberlo asistente de su papá, del cual se enamora a pesar de la oposición de sus padres por su falta de estudios, al llegar Rolando, queda confusa entre los dos, al final elige a Fabián.

## Elenco
- Danna Paola - Amy Granados / Amy Betancourt
- Joseph Sasson - Raúl Hinojosa
- Eduardo Capetillo - Octavio Betancourt
- Nora Salinas - Emilia Álvarez-Vega
- Lorena Herrera - Leonora Rivas
- Tatiana - Coral / Marina Arteaga
- Pedro Armendáriz Jr. (+) - Capitán Matías Granados
- Alejandro Tommasi - Claudio Rosales
- Alejandra Meyer (+) - Prefecta Carlota
- Harry Geithner - César
- Alejandra Procuna - Minerva Camargo
- Carlos Speitzer - Adrián González Pedrero "El Gato"
- Álex Perea - Germán Rosales "Chayote"
- Geraldine Galván - Mary Loly Álvarez-Vega
- Nicole Durazo - Mary Pily Álvarez-Vega
- Luciano Corigliano - Paulino Rosales "El Pecas"
- Alejandro Speitzer - Tolín
- Christopher Uckermann - Rolando
- Grisel Margarita - Carolina Hinojosa
- Juan Carlos Flores - Fabián
- Sharis Cid - Angélica Hinojosa #1 (capítulos 3-78)
- Yolanda Ventura - Angélica Hinojosa #2 (capítulos 79-115)
- David Ostrosky (+) - Sebastián Hinojosa
- Fabián Robles - Bruno
- Felicidad Aveleyra - Alma Hinojosa
- Manuel Landeta - Tritón
- Raúl Padilla "Chóforo" (+) - Jerónimo
- Manuel "El Loco" Valdés (+) - Marcelo Álvarez-Vega
- María Luisa Alcalá (+) - Virginia Castro
- Juan Verduzco (+) - Román
- Lucero Lander - Perla de Granados
- Michel Bernal Meral - Mathias Granados Jr
- Rosangela Balbó (+) - Perpetua de Betancourt
- Ricardo de Pascual - Dagoberto
- Isabel Molina - Mercedes
- María Fernanda Sasian - Mini
- Lilibeth - Luly
- Greta Cervantes - La Niña Fantasma / Minerva (niña)
- Carlos Colin - Marcial Álvarez-Vega
- Jorge Alberto Bolaños - Augusto
- Rossana San Juan - Soledad de González
- Alejandro Villeli - Barracuda
- Caty - Alicia
- Álvaro Carcaño - Jacinto Rosales
- Héctor Cruz - Roberto
- Jorge Ortín - Manuel
- Jorge Trejo - Pacoco
- Julio Vega (+) - Melesio
- Levi Nájera - René
- Luis Fernando Torres - Walter
- Moisés Suárez - Benigno Calvillo
- Ricky Mergold - Plutarco
- Roberto Munguía - Ramiro
- Roberto Ruy - Juvenal
- Ricardo Kleinbaum - Mauro
- Sandra Destenave - Graciela
- Sebastián - Chacho
- Génesis Romo - Niña Angel
- Karen Sandoval - Valeria
- Miguel Pérez - Uri
- Linet
- Paul Alonso

## Discografía
Bandas sonoras
- Amy, la niña de la mochila azul vol. 1 (2004)
- Amy, la niña de la mochila azul vol. 2 (2004)

Álbumes recopilatorios
- Lo mejor de Amy, la niña de la mochila azul (2005)

DVD
- Amy, la niña de la mochila azul: en concierto (2005)

## Equipo de producción
- Una historia original de: Rubén Galindo Aguilar
- Adaptación para televisión: Rubén Galindo, Santiago Galindo
- Libretos originales: Aída Guajardo, Denisse Pfeiffer
- Tema: Azul como el cielo
- Letra y música: Irina Ivanott, Alfredo M. R.. Marco Vinci
- Interpretes: Danna Paola, Tatiana
- Tema: La de la mochila azul
- Autor: Bulmaro Bermúdez
- Intérprete: Luis Fernando Torres
- Escenografía: Mario Sánchez
- Ambientación: Magdalena Jara, Patricia de Vicenzo
- Diseño de vestuario: Mónica Aceves, Roxana Fernández
- Diseño de imagen: Televisa San Ángel
- Director de arte: José Antonio Urbini
- Coreógrafos: Mariana Pullisaar, Miguel Huerta
- Jefes de producción: Eduardo Ricalo, José Luis Rincón
- Gerente administrativo: Ramón Iturbe
- Asesor de producción: Ramón Iturbe
- Jefe de reparto: Jesús Soria Torres
- Musicalizador: Eduardo Galindo, Juan Vizuet
- Música incidental: Gilberto Novelo
- Edición: Lorena Ávila, Omar Blanco, Marcos González R.
- Gerentes de producción: J. Antonio Arvizu V., Francisco Sosa
- Coordinador de producción: Fermín Gómez
- Director de escena adjunto en portátil: Rodolfo Galindo
- Director de cámaras en locación: Lino Adrián Gama Esquinca
- Director de cámaras: Alejandro Frutos Maza
- Director de escena en locación: Arturo García Tenorio
- Director de escena: Roberto Sosa
- Productor asociado: Jaime Santos
- Productores ejecutivos: Rubén Galindo, Santiago Galindo

## Versiones
- Amy, la niña de la mochila azul es una adaptación de la película, La niña de la mochila azul, producida en 1978 y protagonizada por María Rebeca y Pedrito Fernández.

## Premios
Premios Bravo
| Año  | Categoría                         | Nominado(a) | Resultado |
| ---- | --------------------------------- | ----------- | --------- |
| 2005 | Mejor actuación infantil femenina | Danna Paola | Ganadora  |